# Вилис тауер
Вилис тауер (енгл. Willis Tower) је највиши облакодер савезне америчке државе Илиноис, саграђен у Чикагу. Уједно представља и највишу зграду Сједињених Америчких Држава која је ту позицију преузела, по изградњи, од некадашњег Светског трговинског центра срушеног у терористичком нападу септембра 2001. Градња Сирс тауера трајала је од 1970. до 1973. године. Укупна површина зграде износи 418.064 m² распоређених у 108 спратова до којих се долази уз помоћ 102 лифта. За архитектонски изглед била је задужена компанија Скидмор, Овингс и Мерил из Чикага.
Вилис торањ се сматра изузетним достигнућем за инжењера Фазлура Рахмана Кана. Тренутно је трећа највиша зграда у Сједињеним Државама и западној хемисфери - и 23. највиша зграда на свету. Сваке године више од милион људи посети његов посматрачки плато, највиши у Сједињеним Државама, што га чини једном од најпопуларнијих туристичких дестинација у Чикагу.
Према подацима из априла 2018. године, највећи закупац зграде је Јунајтед Ерлајнс, који је 2012. преместио седиште своје компаније из 77 Вест Вакер драјва (тада Јунајтед билдинг), заузимајући око 20 спратова. Други велики закупци укључују имењака зграде Вилис тауер Вотсона и адвокатске фирме Шиф Хардин и Сејфарт Шав. Морган Станли је постао четврти по величини закупац зграде 2017. године.
Познат као Сиерс торањ од своје изградње до када су права на име укључена у закуп са Вилис групом  2009. године, зграда је служила као седиште малопродајне компаније Сиерс од 1974. до 1994. Становници локалног подручја и даље називају зграду њеним старим именом.

## Историја

### Планирање и изградња
Године 1969, Сиерс, Робак & Ко. је било највеће малопродајно предузеће на свету, са око 350.000 запослених. Руководиоци компаније Сиерс одлучили су да обједине хиљаде запослених у канцеларијама распоређених широм области Чикага у једну зграду на западној ивици Чикашке петље. Сиерс је затражио од свог спољног саветника, Арнстајн, Глук, Вајценфелд & Минов (сада познат као Арнстајн & Лехр, ЛЛП) да предложи локацију. Фирма се консултовала са локалним и савезним властима и важећим законом, а затим је понудила Сиерсу две опције: област Гусјег острва северозападно од центра града и област од два блока омеђена улицом Френклин на истоку, Булеваром Џексон на југу, Вакер драјв на западу и улицом Адамс на северу, са улицом Квинси која пролази кроз средину од истока ка западу.
Након одабира ове друге локације, прибављене су дозволе за испражњење улице Квинси. Адвокати фирме Арнстајн, на чијем је челу Ендру Адсит, почели су да купују некретнине парцелу по парцелу. Сиерс је купио 15 старих зграда од 100 власника и платио 2,7 милиона долара граду Чикагу за део Квинси улице који је пројекат апсорбовао.
Сиерс, коме је било потребно 3×106 sq ft (280.000 m2) пословног простора за планирану консолидацију и предвиђени раст, изнајмио је архитекте Скидмор, Овингс & Мерил (СОМ). Њихов тим колумбијско-перуанског архитекте Бруса Грахама и бангладешко-америчког грађевинског инжењера Фазлура Рахмана Кана дизајнирао је зграду као девет квадратних „цеви“ (свака у суштини засебна зграда), груписаних у матрицу 3×3 која формира квадратну основу са 225 ft (69 m) страна. Свих девет цеви би се подигло до 50. спрата зграде, где се завршавају северозападна и југоисточна цев. Североисточна и југозападна цев достижу 66. спрат; северна, источна и јужна цев завршавају на 90. Преостале западне и централне цеви достижу 108 спратова.
Сиерс Товер је била прва зграда која је користила овај иновативни дизајн. Био је и структурно ефикасан и економичан: на 1450 стопа, пружао је више простора и уздизао се више од Емпајер стејт билдинга и коштао је много мање по јединици површине. Систем се показао веома утицајним у изградњи небодера и од тада се користио у већини супервисоких зграда, укључујући тренутно највишу зграду на свету, Бурџ Калифу. У част Кановог доприноса, Удружење грађевинских инжењера Илиноиса наручило је његову скулптуру у предворју Вилисове куле.
Сиерс је одлучио да своју почетну попуњеност усмери на смјештај своје робне групе, издавајући преостали простор другим закупцима док не буде потребан, јер је Сиерс очекивао даљи раст, а тиме и више запослених у будућности. Последње подне површине су морале да буду пројектоване тако да имају мањи површински отисак са високим односом између површина прозора и површине да би биле атрактивне за потенцијалне закупце. Мање подне површине захтевале су вишу структуру да би се добила довољна квадратура. Скидмор архитекте су предложиле кулу са великим подовима од 55.000 sq ft (5.100 m2) у доњем делу зграде са постепено сужавајућим подним плочама у низу препрека, које би торњу дале препознатљив изглед.
Како је Сиерс наставио да нуди оптимистичне пројекције за раст, предложени број спратова торња се брзо повећао на неколико стотина, надмашивши висину недовршеног Светског трговинског центра у Њујорку и постао највиша зграда на свету. Висина је ограничена регулацијом коју је наметнула Федерална управа за ваздухопловство (FAA) ради заштите ваздушног саобраћаја. Финансирање торња обезбедио је Сиерс. На врху су биле две антене за телевизијско и радио емитовање. Сиерс и град Чикаго су одобрили дизајн и први челик је постављен у априлу 1971. Конструкција је завршена у мају 1973. Изградња је коштала око 150 милиона америчких долара, што је еквивалентно 850 милиона долара у доларима из 2022. године. Поређења ради, Тајпеј 101, изграђен 2004. године, коштао је 2,21 милијарду долара по вредности из 2018. године.
Црне траке се појављују на торњу око 29–32, 64–65, 88–89 и 104–108 спратова. Ови елементи су ламеле за вентилацију система заштите животне средине зграде и заклањају њене појасне решетке. Иако прописи нису захтевали систем прскалица за пожар, зграда је од почетка била опремљена њиме. У згради се налази око 40.000 прскалица које су инсталиране по цени од 4 милиона долара.
У фебруару 1982. године, две телевизијске антене су додате овој структури, повећавајући њену укупну висину на 1.707 ft (520,3 m). Западна антена је касније проширена, чиме је укупна висина достигла 1.729 ft (527 m) 5. јуна 2000, да би се побољшао пријем локалне NBC станице WMAQ-TV.

### Тужбе за заустављање изградње
Како се изградња зграде ближила 50. спрату, покренуте су тужбе за забрану којом се тражи да зграда не прелази 67 спратова. У тужбама се наводи да би се изнад те тачке телевизијски пријем погоршао и проузроковао пад вредности имовине. Прву тужбу је поднео државни тужилац у суседном округу Лејк 17. марта 1972. Другу тужбу су поднела 28. марта окружном суду округа Кук села Скоки, Нортбрук и Дирфилд, Илиноис.
Сиерс је поднео захтев за одбацивање тужби округа Лејк и Кук, и 17. маја 1972. судија Лаверн Диксон, шеф Окружног суда округа Лејк, одбацио је тужбу, рекавши: „Не налазим ништа што би телевизијским гледаоцима дало право на пријем без сметњи. Они ће морати да нађу нека друга средства за обезбеђивање пријема као што су више антене.“ Државни тужилац округа Лејк поднео је обавештење о жалби Врховном суду Илиноиса, који је на крају одлучио у корист Сиерса. У својој одлуци од 12. јуна, судија Чарлс Р. Барет је тврдио да тужиоци немају право на неометани телевизијски пријем.
Дана 30. јуна 1972, Врховни суд Илиноиса је потврдио претходне пресуде Окружних судова округа Лејк и Кук, писменим налогом са писаним мишљењем које је следило. Дана 8. септембра 1972, Апелациони суд Сједињених Држава за седми округ потврдио је одлуку ФЦЦ. Писмено мишљење суда је поднето 20. септембра 1972. године. Потврђујући пресуде нижег суда, оно сматра да „у недостатку супротног закона, тужени има имовинско право да изгради зграду до жељене висине и да завршетак пројекта неће представљати сметњу у околностима овог случаја."